# George Smathers
George Armistead Smathers, född 14 november 1913 i Atlantic City, New Jersey, död 20 januari 2007 i Indian Creek, Florida, var en amerikansk demokratisk politiker. Han representerade delstaten Florida i båda kamrarna av USA:s kongress, först i representanthuset 1947-1951 och sedan i senaten 1951-1969.
Farbrodern William H. Smathers var senator för New Jersey 1937-1943. George Smathers avlade 1938 juristexamen vid University of Florida. Han deltog i andra världskriget i USA:s marinkår. Han utmanade kongressledamoten Pat Cannon i demokraternas primärval inför kongressvalet 1946 och vann. Han vann sedan själva kongressvalet och efterträdde Cannon som kongressledamot 3 januari 1947. Smathers omvaldes 1948. Han utmanade sittande senatorn Claude Pepper i demokraternas primärval inför senatsvalet 1950 och vann igen. Han besegrade republikanen John P. Booth i själva senatsvalet. Han omvaldes 1956 och 1962.
Smathers var en moderat demokrat och antikommunist. Han var god vän med USA:s president John F. Kennedy. Smathers själv kandiderade i demokraternas primärval inför 1960 och 1968 års presidentval utan framgång. Hans grav finns på Arlingtonkyrkogården.